# Andouillé-Neuville
Ne doit pas être confondu avec Andouillé.
Pour les articles homonymes, voir Neuville.
Andouillé-Neuville est une commune française située dans le département d'Ille-et-Vilaine en région Bretagne, peuplée de 1 006 habitants.

## Géographie

### Communes limitrophes
|                       | Feins                 | Sens-de-Bretagne |
| Aubigné               | Andouillé-Neuville    | Gahard           |
| Saint-Médard-sur-Ille | Saint-Aubin-d'Aubigné |                  |

### Hydrographie
Pour un article plus général, voir Réseau hydrographique d'Ille-et-Vilaine.
La commune est située dans le bassin Loire-Bretagne. Elle est drainée par l'Andouillé, le ruisseau du Pont colin, le Pont Colin, le Vieux Moulin, les Etangs de Boëssel et le ruisseau du Pont bouquet,,.
L'Andouillé, d'une longueur de 11 km, prend sa source dans la commune de Sens-de-Bretagne et se jette  dans l'Ille à Saint-Médard-sur-Ille, après avoir traversé trois communes. 

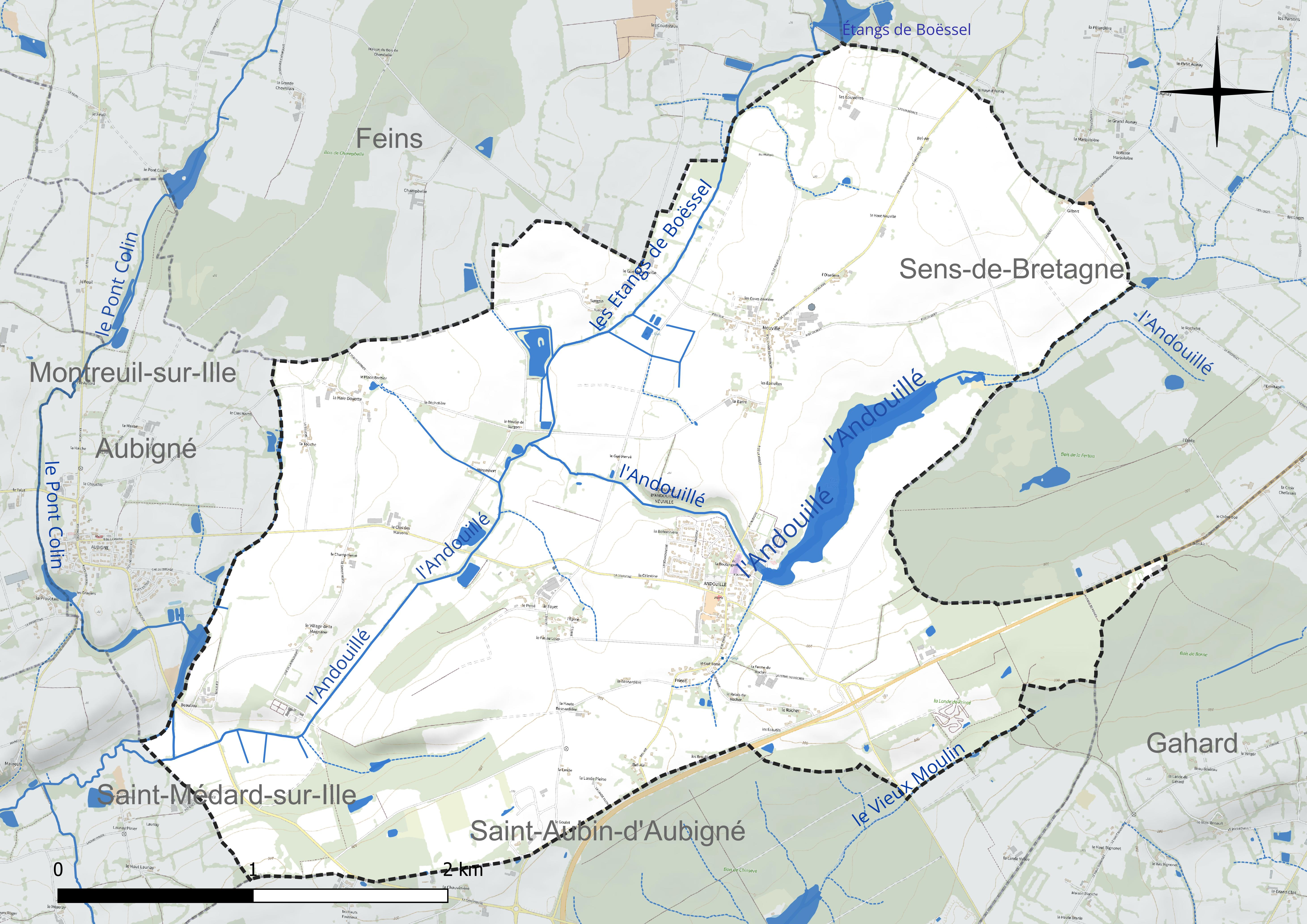
Réseau hydrographique d'Andouillé-Neuville.

Un plan d'eau complète le réseau hydrographique : l'étang d'Andouillé (20,35 ha),.

### Climat
Pour des articles plus généraux, voir Climat de la Bretagne et Climat d'Ille-et-Vilaine.
En 2010, le climat de la commune est de type climat océanique franc, selon une étude du CNRS s'appuyant sur une série de données couvrant la période 1971-2000. En 2020, Météo-France publie une typologie des climats de la France métropolitaine dans laquelle la commune est exposée à un climat océanique et est dans la région climatique Bretagne orientale et méridionale, Pays nantais, Vendée, caractérisée par une faible pluviométrie en été et une bonne insolation. Parallèlement l'observatoire de l'environnement en Bretagne publie en 2020 un zonage climatique de la région Bretagne, s'appuyant sur des données de Météo-France de 2009. La commune est, selon ce zonage, dans la zone « Intérieur Est », avec des hivers frais, des étés chauds et des pluies modérées.
Pour la période 1971-2000, la température annuelle moyenne est de 11,3 °C, avec une amplitude thermique annuelle de 12,8 °C. Le cumul annuel moyen de précipitations est de 798 mm, avec 13,2 jours de précipitations en janvier et 7,4 jours en juillet. Pour la période 1991-2020, la température moyenne annuelle observée sur la station météorologique la plus proche, située sur la commune de Feins à 5 km à vol d'oiseau, est de 11,9 °C et le cumul annuel moyen de précipitations est de 816,2 mm,. Pour l'avenir, les paramètres climatiques de la commune estimés pour 2050 selon différents scénarios d'émission de gaz à effet de serre sont consultables sur un site dédié publié par Météo-France en novembre 2022.

## Urbanisme

### Typologie
Au 1er janvier 2024, Andouillé-Neuville est catégorisée commune rurale à habitat dispersé, selon la nouvelle grille communale de densité à sept niveaux définie par l'Insee en 2022.
Elle est située hors unité urbaine. Par ailleurs la commune fait partie de l'aire d'attraction de Rennes, dont elle est une commune de la couronne,. Cette aire, qui regroupe 183 communes, est catégorisée dans les aires de 700 000 habitants ou plus (hors Paris),.

### Occupation des sols
L'occupation des sols de la commune, telle qu'elle ressort de la base de données européenne d'occupation biophysique des sols Corine Land Cover (CLC), est marquée par l'importance des territoires agricoles (86,6 % en 2018), en diminution par rapport à 1990 (87,6 %). La répartition détaillée en 2018 est la suivante : 
terres arables (53,2 %), zones agricoles hétérogènes (27,9 %), forêts (8,2 %), prairies (5,6 %), zones urbanisées (3 %), eaux continentales (2,2 %). L'évolution de l'occupation des sols de la commune et de ses infrastructures peut être observée sur les différentes représentations cartographiques du territoire : la carte de Cassini (XVIIIe siècle), la carte d'état-major (1820-1866) et les cartes ou photos aériennes de l'IGN pour la période actuelle (1950 à aujourd'hui).

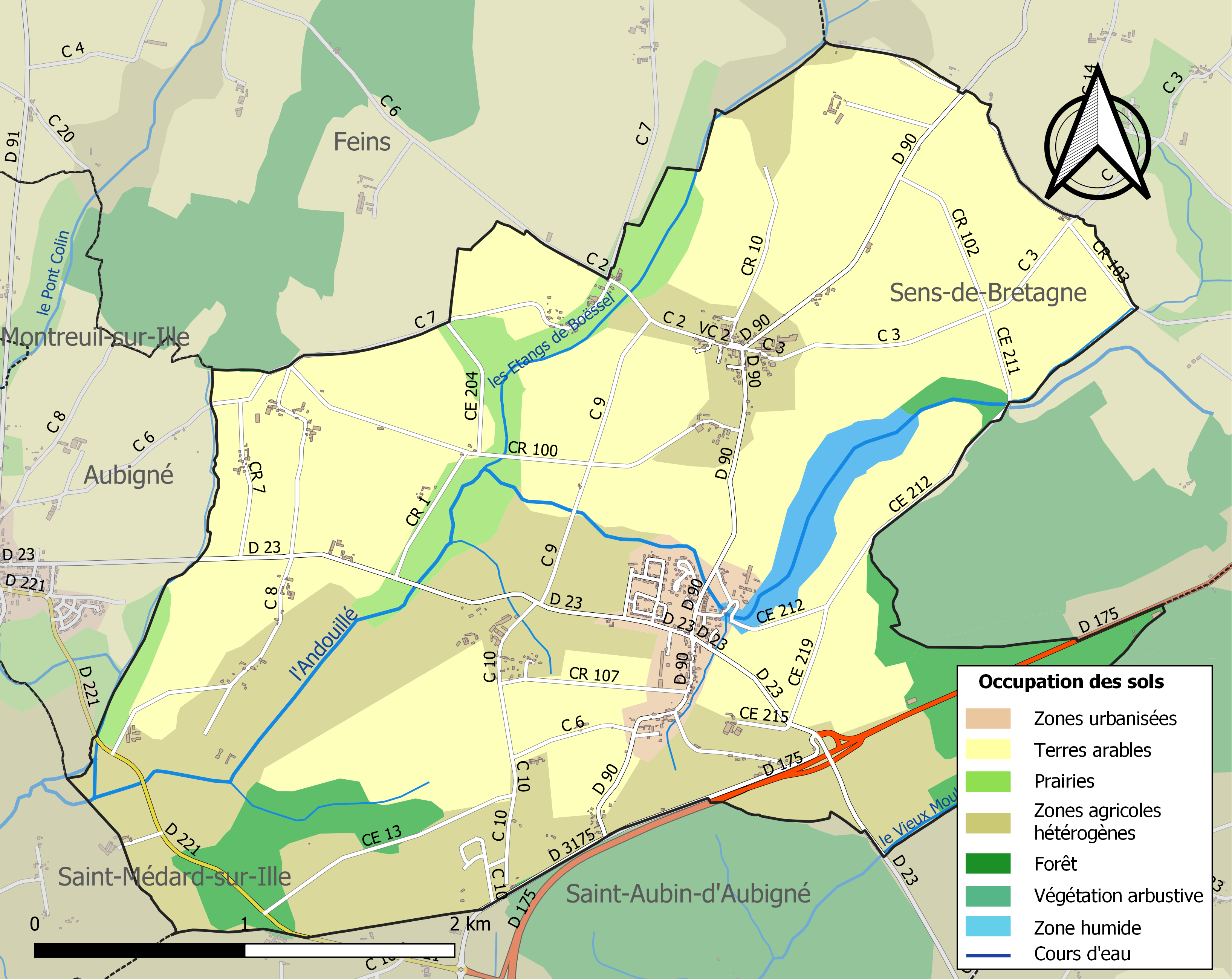
Carte des infrastructures et de l'occupation des sols de la commune en 2018 (CLC).

## Toponymie
Andouillé : la plus ancienne graphie connue de ce nom est, en 1166, Andeliacum.
Le toponyme pourrait être issu du gaulois -dol-, « méandre de rivière », du préfixe augmentatif ande- et du suffixe de localisation -acum évolué en -é. Le village est installé à proximité d'une courbe de la rivière d'Andouillé.
Neuville : attesté sous la forme latine Novavilla en l'an 775[réf. nécessaire]. Latinisation médiévale décrivant une ferme neuve, résultat d'un défrichage de terres nouvelles ou division d'une villa gallo-romaine existante.
En gallo, la commune est appelée Andouillë[réf. nécessaire].

## Histoire
La commune d'Andouillé-Neuville est née d'un groupement des paroisses d'Andouillé et de Neuville.

### Ancien Régime
Sous l'Ancien Régime, deux seigneuries se partageaient le territoire : la seigneurie d'Andouillé, possédée par les Perrault, les La Haye et les Montbourcher, et la seigneurie de la Magnanne, qui passa en 1555 à la famille de Montbourcher.

### Révolution française
La commune d'Andouillé-Neuville est née d'un groupement des paroisses d'Andouillé et de Neuville, décidé entre 1790 et 1794.

### LeXXesiècle

#### La Belle Époque
Une ligne des Tramways d'Ille-et-Vilaine, partant de Mi-Forêt (en Liffré), via Saint-Sulpice-la-Forêt, Chasné, Saint-Aubin-d'Aubigné et Andouillé-Neuville, rejoignant la ligne précédemment cité à Sautoger (au sud de Sens) ouvrit en 1905 et ferma en 1937 ; sa construction suscita quelques polémiques.

## Politique et administration

### Liste des maires
| Période                                  | Période                  | Identité           | Étiquette | Qualité                    |
| ---------------------------------------- | ------------------------ | ------------------ | --------- | -------------------------- |
| Les données manquantes sont à compléter. |                          |                    |           |                            |
| 1947                                     | ...                      | Jean Crespel       | SFIO      |                            |
| 1971                                     | 1995                     | Ange Morel         |           |                            |
| juin 1995                                | octobre 2012             | Émile Honoré       |           | Agriculteur retraité       |
| octobre 2012                             | septembre 2021 Démission | Emmanuel Eloré     | SE        | Retraité de l'enseignement |
| 6 décembre 2021                          | En cours                 | Aurore Gely-Pernot |           | Enseignante                |

### Jumelages
Avec les dix-huit autres communes de la communauté de communes du Val d'Ille-Aubigné, Andouillé-Neuville est jumelée avec :
- Chedzoy (Royaume-Uni) depuis 2003
- Middlezoy (Royaume-Uni) depuis 2003
- Westonzoyland (Royaume-Uni) depuis 2003

## Démographie
L'évolution du nombre d'habitants est connue à travers les recensements de la population effectués dans la commune depuis 1793. Pour les communes de moins de 10 000 habitants, une enquête de recensement portant sur toute la population est réalisée tous les cinq ans, les populations de référence des années intermédiaires étant quant à elles estimées par interpolation ou extrapolation. Pour la commune, le premier recensement exhaustif entrant dans le cadre du nouveau dispositif a été réalisé en 2005.
En 2022, la commune comptait 1 006 habitants, en évolution de +14,58 % par rapport à 2016 (Ille-et-Vilaine : +5,46 %, France hors Mayotte : +2,11 %).
| 1793 | 1800 | 1806 | 1821 | 1831 | 1836 | 1841 | 1846 | 1851 |
| ---- | ---- | ---- | ---- | ---- | ---- | ---- | ---- | ---- |
| 742  | 669  | 706  | 709  | 702  | 665  | 640  | 659  | 785  |

| 1856 | 1861 | 1866 | 1872 | 1876 | 1881 | 1886 | 1891 | 1896 |
| ---- | ---- | ---- | ---- | ---- | ---- | ---- | ---- | ---- |
| 700  | 754  | 780  | 803  | 810  | 804  | 825  | 828  | 733  |

| 1901 | 1906 | 1911 | 1921 | 1926 | 1931 | 1936 | 1946 | 1954 |
| ---- | ---- | ---- | ---- | ---- | ---- | ---- | ---- | ---- |
| 702  | 651  | 599  | 517  | 538  | 533  | 541  | 512  | 502  |

| 1962 | 1968 | 1975 | 1982 | 1990 | 1999 | 2005 | 2006 | 2010 |
| ---- | ---- | ---- | ---- | ---- | ---- | ---- | ---- | ---- |
| 448  | 428  | 398  | 365  | 423  | 504  | 681  | 691  | 807  |

| 2015 | 2020 | 2022  | - | - | - | - | - | - |
| ---- | ---- | ----- | - | - | - | - | - | - |
| 860  | 976  | 1 006 | - | - | - | - | - | - |

## Culture locale et patrimoine

### Lieux et monuments

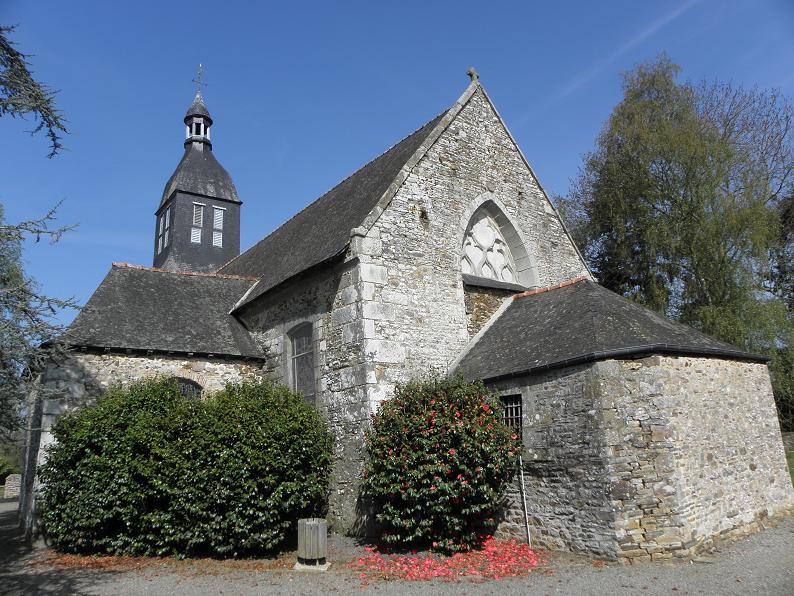
L'église Saint-Melaine.

La commune compte un monument historique :
- le château de la Magnanne, édifié au XVIIe siècle à la place d'une ancienne demeure des seigneurs locaux. À la suite d'un incendie en 1893, la toiture à la Mansart a été remplacée par une toiture simple à doubles pans. Ce château a été inscrit par arrêté du 4 juillet 1980[31].

Autres monuments notables :
- l'église Saint-Melaine ou Saint-Pierre (XVe-XIXe siècles)[32] ;
- le tombeau de saint Léonard, ensemble votif.

### Archives
- Les archives départementales d'Ille-et-Vilaine conservent les archives du château de la Magnane, 1389-1790. Sous-série 17 J, soit près de 17 mètres linéaires.